# ليالي الأنس (فلم)
ليالي الأنس  فيلم مصري تم إنتاجه عام 1947، من تأليف نيازي مصطفى وأبو السعود الإبياري إخراج نيازي مصطفى و بطولة ببا عز الدين وعبد الغني السيد.

## الملخص
ينجب الزوجان توأماً، ثم تحدث بينهما الخلافات مما يجعلهما لا يستطيعان الاستمرار في الحياة الزوجية فينفصلان على اتفاق بأن يتكفل كل منهما بطفل منهما. ينشأ الطفل الذي يربيه الزوج واسمه عبد الحميد على الفضيلة وحسن الأخلاق على عكس أخيه عبد العزيز الذي ينشأ نشأة غير صالحة لدى أمه، تجمع بينهما الصدفة فيتعرفان على فتاة واحدة تفضل الشاب الذي نشأ مع الزوج، إلا أن أخاه يقف في طريقه ويسبب له العراقيل والمواقف المؤسفة، وبعد سلسلة من المآسى تعترف الأم في لقاء بها مع مطلقها أنها فشلت في تربية ابنها ولم تستطع أن توفر له كل شيء ويذهب الأب لإرجاع ابنه عما هو فيه من فساد فيعترضه الابن ويحاكمه على بعده عنه ويعتذر له الأب، يعود الشاب الفاشل عن سلوكياته السيئة ويبارك ارتباط أخيه بفتاته وتعود الأسرة جميعها ليلتئم الشمل على الصلاح

## فريق العمل
إخراج: نيازي مصطفى
تأليف:
- أبو السعود الإبياري
- نيازي مصطفى

إنتاج: أفلام رابحة
طاقم العمل:
- ببا عز الدين
- عبد الغني السيد
- محمد كمال المصري
- مختار حسين
- علي رشدي
- رفيعة الشال
- فريد شوقي
- آمال وحيد

## روابط خارجية
- مقالات تستعمل روابط فنية بلا صلة مع ويكي بيانات